# 奇跡の旅2/サンフランシスコの大冒険
『奇跡の旅2/サンフランシスコの大冒険』（きせきのたびツー/サンフランシスコのだいぼうけん、原題：Homeward Bound II: Lost in San Francisco）は、1996年3月8日にアメリカ合衆国にて公開された映画。
1993年に劇場公開された『奇跡の旅』（Homeward Bound: The Incredible Journey）の続編である。
日本では劇場未公開。WOWOWでは『奇跡の旅2/エアポート大脱出』のタイトルで放送されることもある。1997年2月21日にブエナ ビスタ ホーム エンターテイメントより日本語吹替と日本語字幕付きVHSが同時発売された後、2003年8月8日にブエナ ビスタ ホーム エンターテイメントよりDVD（VWDS3352）で発売されている。こちらも1と同じように再売版と限定生産版がある。

## あらすじ
ブルドックのチャンスはシーバー一家との旅行の途中にはぐれ、後を追った老犬シャドーと猫のサシーとともにサンフランシスコの街をさまようが、大都会の広さに戸惑うばかりで街の犬は人間を信用しない。やがてチャンスは野良犬のディライラと恋に落ちて街をデートするが、犬を研究所に売りさばくペット・ハンターに捕まってしまう。仲間たちと共にハンター2人を撃退するも一難去って野良犬たちに絡まれ、どうにか家族と出会えた3匹だが、チャンスは元気がない。そこへディライラが現われる。

## キャスト
| 役名       | 出演                    | 日本語吹き替え |
| ---------- | ----------------------- | -------------- |
| チャンス   | マイケル・J・フォックス | 松本保典       |
| シャドー   | ラルフ・ウェイト        | 神山卓三       |
| サシー     | サリー・フィールド      | 井上瑤         |
| ピーター   | ベン・タール            | 藤田大助       |
| ホープ     | ヴェロニカ・ローレン    | 押谷芽衣       |
| ジェイミー | ケヴィン・チェヴァリア  | 市村浩佑       |
| ボブ       | ロバート・ヘイズ        | 津田英三       |
| ローラ     | キム・グライスト        | 堀越真己       |

※その他の日本語吹き替え：山像かおり／稲葉実／渡辺美佐／梅津秀行／石井隆夫／遊佐浩二／宝亀克寿／梁田清之／伊藤栄次／相沢正輝／定岡小百合／菊池いづみ／笠原清美／菊地ゆうみ／松浦幸佑

## 日本語版制作スタッフ
- 演出：松岡裕紀
- 翻訳：佐藤恵子
- 録音・調整：オムニバス・ジャパン
- 録音制作：東北新社
- 日本語版制作：DISNEY CHARACTER VOICES INTERNATIONAL, INC.

## スタッフ
- 監督：デヴィッド・R・エリス
- 製作：バリー・ジョッセン
- 原作：シーラ・バーンフォード
- 脚本：クリス・ホーティ、ジュリー・ヒックソン
- 撮影：ジャック・コンロイ
- 音楽：ブルース・ブロートン
- 編集：ピーター・バーガー、マイケル・A・スティーヴンソン
- 美術・プロダクションデザイン：マイケル・S・ボルトン
- 衣装デザイン：ステファニー・ノリン
- アートディレクション：エリック・フレイザー